# Лак за нокти
Лакът за нокти е цветно или безцветно вещество, което се нанася върху ноктите на ръцете или краката с козметична или естетична цел. Обикновено се прави от разтворена в ацетон нитроцелулоза, оцветена с различни пигменти. Представлява част от женския маникюр или педикюр, но се среща и лакиране при мъжете.
Лаковете за нокти могат да са в най-различни цветове и биват различни видове: основен, укрепващ, гел, матов, акварелен и други.

## История
Лакът за нокти произлиза от Китай, където се появява около 3000 г. пр.н.е. Към 600 г. пр.н.е., по време на династията Джоу, в кралския двор се предпочитат златните и сребърните цветове. В крайна сметка червеното и черното измества тези метални цветове. По време на динасията Мин, лакът за нокти често се прави от смес, включваща пчелен восък, яйчен белтък, желатин, растителни багрила и гума арабика.
В Древен Египет, хората от ниските класи се лакират в по-бледи цветове, докато елитът на обществото се лакира в черно-кафяво с хна. С хна се лакират и ноктите на мумифицираните фараони.
Цветният лак за нокти се появява едва през 1920-те години. Ранните формули за лак се създават, използвайки прости съставки като лавандулово масло, бергамотово масло, кармин и калаен диоксид. По това време е много по-разпространено ноктите да се покриват с пудра и крем, след което да се полират, докато станат бляскави.

## Лакочистители
Лакочистителят е органичен разтворител, който може да съдържа също масла, аромати и оцветители. Най-често за лакочистителите се правят на базата на ацетон. Продължителната му употреба може да накара кожата около ноктите да изсъхне или да се напука. Ацетонът може да премахва също ноктопластика от акрил и изсъхнал гел лак. Алтернатива на лакочистителя е етил ацетатът, който често съдържа изопропил алкохол. Етил ацетатът обикновено е първоначалният разтворител на самия лак.